# ヌエバ・カンシオン
ヌエバ・カンシオン（Nueva canción）は、「新しい歌」を意味するスペイン語である。字義通りの新しい歌という意味ではなく、音楽を通した社会変革運動として、1960年代以降ラテンアメリカ各地で大きく盛り上がり、特にアジェンデ政権のチリ、革命後のキューバ、アルゼンチン、メキシコなどでは優れた音楽家を輩出した。
なお、キューバでは、ヌエバ・トローバ（Nueva trova、意味は同じ）と呼ばれるが、こちらは社会主義革命の成果を確認するといったニュアンスが強い。

## 歴史
すでに20世紀初頭のメキシコ革命において、革命を歌った歌が数多く歌われており、ヌエバ・カンシオンの源流と呼ぶべきものには長い歴史がある。また、1920年代から活躍したアルゼンチンの歌い手アタウアルパ・ユパンキも、後のヌエバ・カンシオンに通じる歌を数多く歌っている。しかし、「ヌエバ・カンシオン」という名称は1962年アルゼンチンで歌手のメルセデス・ソーサらが結成した「新しい歌の運動」が最初ではないかと思われる。相前後して、キューバやチリでも同様の運動が盛り上がった。特にチリでは、60年代末から1973年まで、ビオレータ・パラとビクトル・ハラを中心にして、多くの優れた音楽家が登場している。
しかし、チリでは1973年9月のチリ・クーデターによってアウグスト・ピノチェトの軍事政権が成立すると、ヌエバ・カンシオンは大弾圧を受け、ビクトル・ハラは殺害され、他の多くの音楽家も強制収容所に送り込まれたり国外追放されることによって、運動は一時的に窒息状態となった。1976年にはアルゼンチンでもクーデターが起き、軍事政権の人権弾圧によってメルセデス・ソーサをはじめとするアルゼンチンのヌエバ・カンシオンの担い手にも国外亡命を余儀なくされる者が出た。70年代末から80年代始めにかけては大半の国が軍事政権下にあり、キューバとメキシコを除くラテンアメリカ各国のヌエバ・カンシオンは冬の時代を迎える。
一方で1979年のサンディニスタ革命以降、ニカラグアでメヒア・ゴドイ兄弟など、ヌエバ・カンシオンが隆盛をむかえる。また、1982年アルゼンチン、1990年チリで軍政が倒れ、その前後の時期に再びヌエバ・カンシオン運動が盛り上がって、反軍政活動に大きな役割を果たすこととなった。ただし、アルゼンチンでは6年、チリでは15年続いた軍政の間、国外に亡命していた有名音楽家と、国内で活動していた音楽家のあいだでは、音楽的な傾向に違いが生じていた。70年代まで活動し、その後亡命に追い込まれた音楽家は、伝統的な民族音楽（フォルクローレ）を基礎においていたのに対して、軍政下に国内で活動していた音楽家は、むしろロックなど欧米起源の音楽を基礎に置くように変わっていった。これは、それぞれの置かれた社会的・音楽的な環境の差に起因しているものと思われる。後者の、国内で活動し続けた音楽家たちの活動をヌエボ・カント（Nuevo canto、意味はヌエバ・カンシオンと同じだが単語の並び順を入れ替えている）と呼ぶ場合もある。

## 現状
旧ソ連の崩壊、その後の新自由主義経済の台頭によって、社会主義的な政治姿勢と結びつくことの多かったヌエバ・カンシオン運動は少なからず影響を受けた。かつてのヌエバ・カンシオンの旗手の中で、現在ではその政治的社会的主張を放棄したと言われる音楽家も存在する。しかし、新自由主義経済による貧富の格差の拡大に対する反動として、90年代末以降ラテンアメリカは急激に左傾化が進行しており、それに伴ってヌエバ・カンシオンは現在まで受け継がれている。特に、今やキューバに替わってラテンアメリカ左翼運動の震源地となった観のあるベネズエラでは、ヌエバ・カンシオンの隆盛が著しい。

## 音楽的傾向
前述のとおり、1970年代までに活躍した音楽家たちは、それぞれの国の民族音楽を基礎にして社会的な主張を歌詞に込めたり、斬新なメロディーや和音を取り入れる傾向が強かった。そのため、ヌエバ・カンシオンは実質的にはラテンアメリカ各国の民族音楽であるフォルクローレの一部として取り扱われている。また、この運動が大きく盛り上がったチリでは、隣国ボリビアのアンデス音楽（日本で、狭い意味でフォルクローレと言ったときに指す音楽）の音楽性や楽器を大幅に取り込んでいる。
一方で、軍政下に国内で台頭した音楽家たちは、国内において大衆的人気を勝ち取るために、ロックなど商業音楽として人気のある音楽から出発した例が多い。その典型的な例は、ロック歌手として出発して、マルビナス戦争後に反戦歌「ただ神に祈ること (Solo le pido a dios)」を大ヒットさせたアルゼンチンのレオン・ヒエコであろう。ただし、これは民族音楽の要素をどの程度色濃く盛り込むかという程度の差であって、民族音楽の要素がまったく排除されているというわけではない。また、軍政が終わって20年前後を経過して、両者の相互交流や融合が進んでおり、両者の差はそう大きなものではなくなった。

## ヌエバ・カンシオンに関連するグループ・歌手・演奏家
- チリ
  - ビクトル・ハラ Víctor Jara
  - ビオレータ・パラ Violeta Parra
  - アンヘル・パラ Ángel Parra (ビオレータ・パラの息子、軍政期はフランスに亡命)
  - キラパジュン Quilapayún (1965年結成、軍政期はフランスに亡命)
  - インティ・イリマニ Inti-Illimani
  - イリャプー Illapu (1972年結成、軍政期は当初国内で活動したが1980年に国外追放されメキシコに亡命)

- アルゼンチン
  - アタウアルパ・ユパンキ Atahualpa Yupanqui (自身はヌエバ・カンシオンとは名乗らなかったと思われる)
  - メルセデス・ソーサ Merdes Sosa
  - レオン・ヒエコ León Gieco
  - ビクトル・エレディア Víctor Heredia

- ボリビア
  - サビア・ヌエバ Savia Nueva
  - ルイス・リコ Luis Rico
  - ハイメ・フナーロ Jaime Junaro
  - セサル・フナーロ César Junaro
  - エマ・フナーロ Emma Junaro

- ペルー
  - タニア・リベルタ Tania Libertad （ただし活躍はメキシコ中心）

- ベネズエラ
  - アリ・プリメーラ en:Alí Primera
  - ソレダー・ブラーボ Soledad Bravo

- ニカラグア
  - カルロス・メヒア・ゴドイ Carlos Mejía Godoy
  - ルイス・エンリケ・メヒア・ゴドイ Luis Enrique Mejía Godoy

- メキシコ
  - アンパロ・オチョア Amparo Ochoa Castaños
  - ロス・フォルクロリスタス Los Folkloristas

- キューバ
  - パブロ・ミラネス Pablo Milanés
  - シルビオ・ロドリゲス Silvio Rodríguez

- ウルグアイ
  - ダニエル・ヴィリエッティ Daniel Viglietti

## 代表的な歌
- ベンセレーモス
- 不屈の民
- 平和に生きる権利
- 人生よありがとう
- ティオ・サム
- ただ神に祈ること